# Conscience Robotics
 (juillet 2022).
L'article doit être relu — et modifié si nécessaire — par des contributeurs indépendants pour apporter un regard critique aux contributions effectuées en violation des conditions d'utilisation de Wikipédia, tant sur la forme (notamment concernant le style encyclopédique, la proportionnalité) que sur le fond (la neutralité de point de vue, la qualité et l'indépendance des sources).
Conscience Robotics est une entreprise qui conçoit un système d’exploitation universel pour la robotique. L’entreprise a été fondée en 2017.
Le siège social se situe à Hérouville-Saint-Clair, en Normandie, en France.

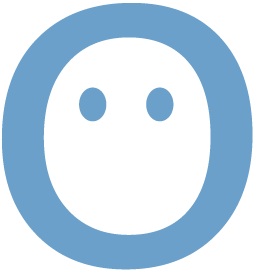
Logotype officiel de Conscience Robotics

La mission annoncée de Conscience Robotics est « de rendre les robots utiles » en décuplant leurs capacités physiques par le biais de l’intelligence artificielle. La création de ce système permet aux robots de détecter des objets dans un environnement, de se déplacer et d’interagir avec ces derniers.
La marque intègre son système d’exploitation sur des robots développés par d’autres constructeurs et sur ses propres robots afin de les rendre accessibles à tous.

## Historique
Conscience Robotics est fondée en novembre 2017 dans le but de fournir un système d'exploitation et une intelligence artificielle universels pour la robotique. Le système est conçu pour s'adapter à tout type de robot et le rendre autonome en termes de navigation, de détection et d'interaction avec l'environnement. Les bases du système ont été développées pendant six ans, avant la création de l'entreprise, par son fondateur.
En 2017, Conscience Robotics intègre Normandie Incubation et remporte le concours Initiative Calvados, section Innovation. Grâce à la réalisation de chiffre d'affaires dès la première année, l'entreprise peut alors recruter pour se développer.
En janvier 2019, Conscience Robotics participe au Consumer Electronics Show et présente son robot humanoïde bipède autonome multi-fonctions “Enki". La même année, l'entreprise remporte les trophées de l’économie normande.
En juin 2022, Conscience Robotics participe au salon Viva Technology à Paris et présente son robot de marquage autonome "Bering", utilisé pour le marquage routier, sportif ou publicitaire.

## Produits
- Conscience OS : La société Conscience Robotics commercialise son système d’exploitation sur le marché B2B.
- Bering : L’entreprise commercialise un robot de prémarquage et de marquage autonome grâce à de l’intelligence artificielle[6].
- Median : Conscience Robotics développe un robot médical qui assiste le médecin ou le spécialiste dans le processus d’acte de soins.
- Conscience Care : Dispositif de detection de chutes, utilisé par les cliniques et hôpitaux[7].
- Enki : L'entreprise conçoit un robot « majordome »[8] à destination du marché B2B et B2C[9].